# Marianka (gmina Żychlin)
Marianka – wieś w Polsce położona w województwie łódzkim, w powiecie kutnowskim, w gminie Żychlin.
W latach 1975–1998 miejscowość należała administracyjnie do województwa płockiego.